# Glenea aurivillii
Glenea aurivillii é uma espécie de escaravelho da família Cerambycidae. Foi descrita por Warren Samuel Fisher em 1935.  É conhecida a sua existência no Bornéu.